# Metapone johni
Metapone johni é uma espécie de formiga do gênero Metapone, pertencente à subfamília Myrmicinae.